# 贺兰山石刻塔
贺兰山石刻塔，位于宁夏回族自治区石嘴山市大武口区，是中华人民共和国宁夏回族自治区文物保护单位之一。
1988年，授予宁夏回族自治区文物保护单位，是一座石窟寺及石刻。